# Hebexa incognita
Hebexa incognita är en insektsart som beskrevs av Paul W. Oman 1949. Hebexa incognita ingår i släktet Hebexa och familjen dvärgstritar. Inga underarter finns listade i Catalogue of Life.